# Набиль
На́биль — река на острове Сахалин. Протекает по территории Ногликского городского округа, впадает в Набильский залив Охотского моря, образуя дельту. Берёт начало с Набильского хребта. Длина реки 101 км, площадь её водосборного бассейна 1010 км².
С нивхского языка Набиль переводится как «место крупных зверей».
В водах реки нерестится кижуч.

## Данные водного реестра
По данным государственного водного реестра России относится к Амурскому бассейновому округу.
Код объекта в государственном водном реестре — 20050000212118300001965.